# Metropolie für Siebenbürgen

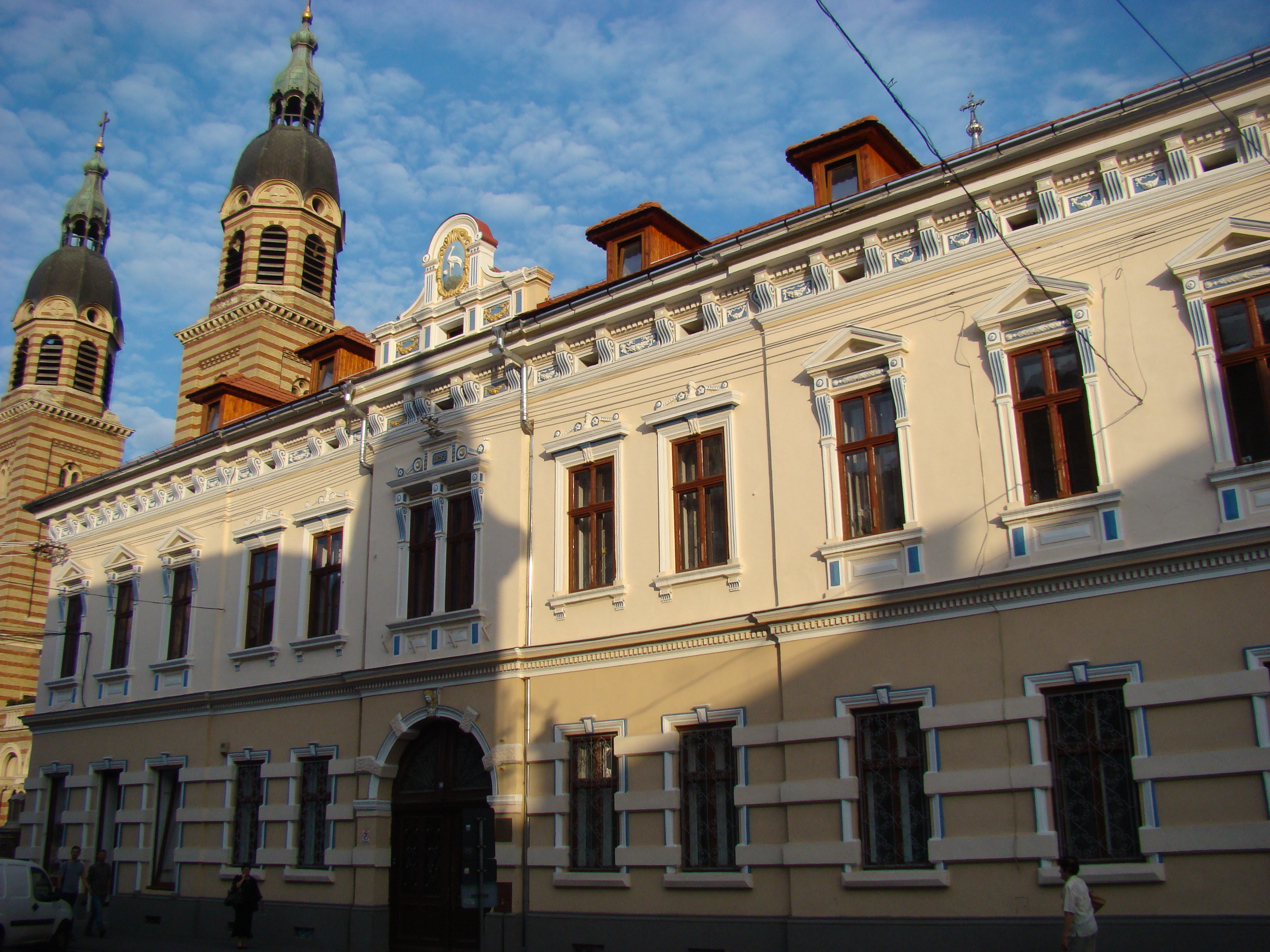
Sitz der Metropolie für Siebenbürgen

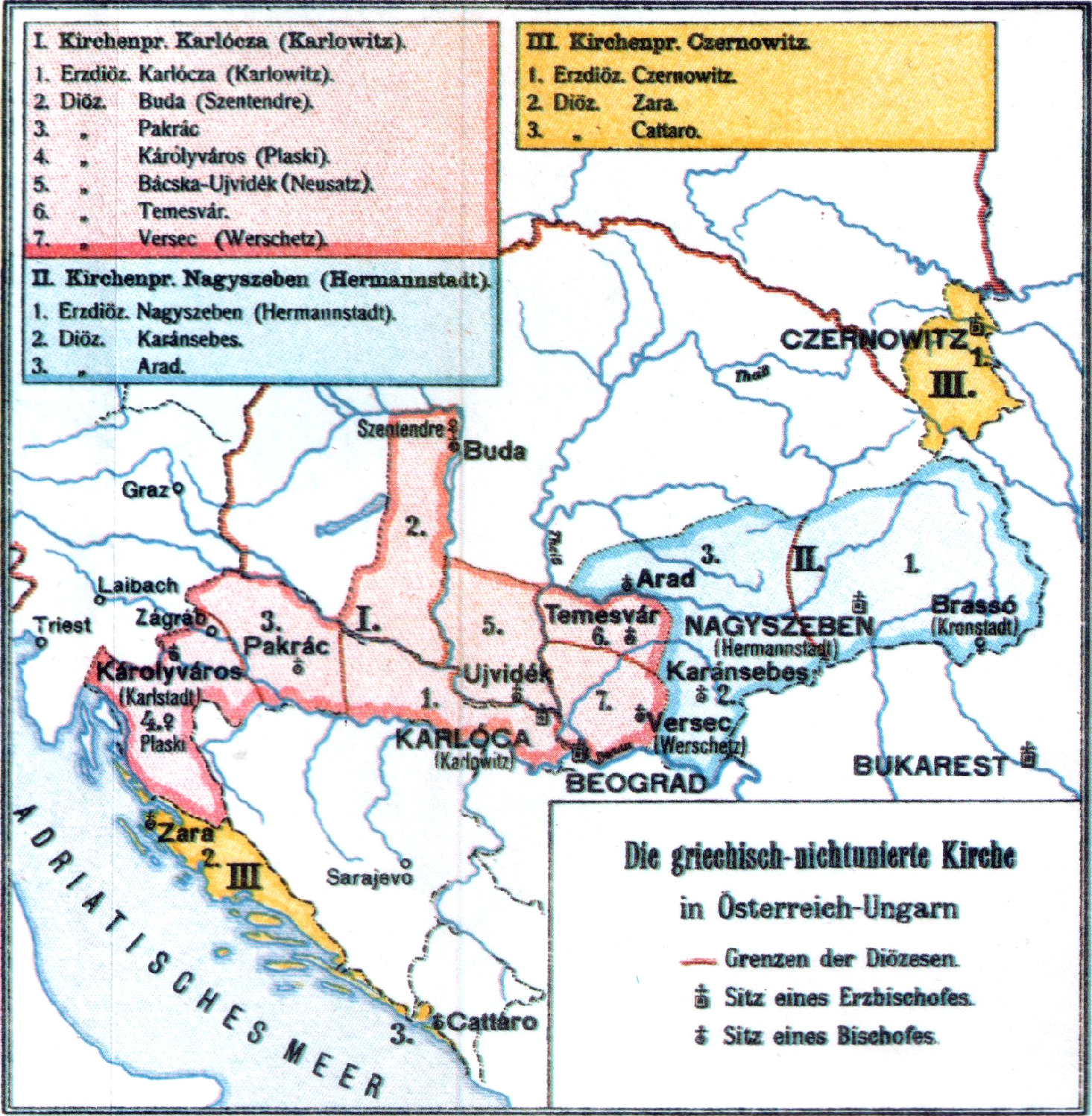
Metropolie für Siebenbürgen im Jahr 1909 (blau markiert). In roter Farbe: die Provinz der serbischen Metropolie von Karlowitz.

Die Metropolie für Siebenbürgen (rumänisch Mitropolia Ardealului) ist eine kirchliche Verwaltungseinheit der Rumänisch-Orthodoxen Kirche mit Sitz in Hermannstadt (Sibiu).

## Gründung und Entwicklung
Die Anwesenheit orthodoxer Metropoliten in Siebenbürgen ist erstmals 1377 in Alba Iulia urkundlich belegt. Im 14. und 15. Jahrhundert existierte dort eine orthodoxe Metropolie, deren Bischofssitz jedoch mehrfachen politischen und konfessionellen Veränderungen unterlag. Während der Habsburgerzeit wurde im Rahmen des sogenannten Toleranzedikts von Kaiser Joseph II. im Jahr 1781 der orthodoxe Gottesdienst offiziell anerkannt. Bereits in dieser Epoche wurde die Orthodoxie durch die stetigen Bestrebungen zur Union mit Rom vielfach vor Herausforderungen gestellt.
In der Mitte des 19. Jahrhunderts, im Kontext der nationalen Emanzipationsbewegungen der Rumänen, wurde unter der geistlichen und politischen Führung von Andrei Șaguna die orthodoxe Metropolie von Siebenbürgen in Hermannstadt (Sibiu) kanonisch errichtet. Șaguna trat als unermüdlicher Verteidiger der orthodoxen Rechte und der rumänischen Bevölkerung auf und prägte die Entwicklung der Metropolie maßgeblich.
Zuvor hatte sich die alte orthodoxe Metropolie in Alba Iulia nach erzwungener Union mit Rom im 18. Jahrhundert in die heute noch dort bestehende griechisch-katholische Struktur (Erzeparchie von Alba Iulia) verwandelt und ihren Sitz nach Blaj verlegt. Am 23. April 1919 vereinigte sich die Metropolie von Siebenbürgen mit der Metropolie Ungrowalachei (Bukarest). 1947 wurden die westlichen Diözesen (Timișoara, Arad und Caransebeș) im Zuge einer Reorganisation als eigenständige Metropolie des Banats mit Sitz in Timișoara abgetrennt.
Im Jahr 2005 erfolgte eine weitere Neuordnung: Die Zentren und nördlichen Diözesen Siebenbürgens, darunter Cluj-Napoca, Alba, Crișana und Maramureș, konstituierten eine neu geschaffene Metropolie mit eigenem Sitz.
Nach einer weiteren Anpassung im Februar 2012  ist seitdem Laurențiu Streza Metropolit.